# یولیا کوزیک
یولیا کوزیک (روسی: Юлия Сергеевна Козик؛ زادهٔ ۱۷ فوریهٔ ۱۹۹۷) بازیکن بسکتبال زن اهل روسیه است.
وی در مسابقات کشوری و بین‌المللی در مجموع برندهٔ ۱ مدال نقره شده‌است.